# Ancistrus aguaboensis
Ancistrus aguaboensis är en fiskart som beskrevs av Fisch-muller, Mazzoni och Weber 2001. Ancistrus aguaboensis ingår i släktet Ancistrus och familjen Loricariidae. Inga underarter finns listade i Catalogue of Life.